# Fruma Rostova-Shchors

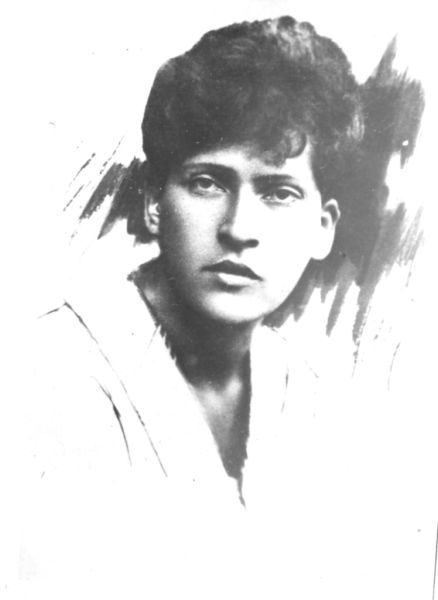
Fruma Rostova-Shchors en 1918, esposa de Nikolái Shchors.

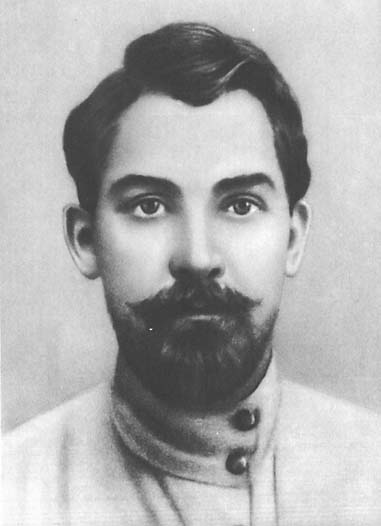
Nikolái Shchors.

Fruma Yujímivna Jáikina (en ucraniano: Фру́ма Юхи́мівна Ха́йкіна), también conocida con los apellidos Rostova-Shchors (Росто́ва-Щорс) (Novozibkov, 6 de febrero de 1897 -  Moscú,  agosto de 1977), fue una activista soviética, esposa de Nikolái Shchors.

## Biografía
Fruma Yujímivna Jáikina nació el 6 de febrero de 1897, en Novozíbkov (en ucraniano: Новозибков), ubicado en la Gobernación de Chernígov según la antigua división territorial del Imperio Ruso y actualmente en el óblast de Briansk, Rusia. En el año 1918 en el pueblo de Unecha (Унеча), (hoy en día, Óblast de Briansk), era la delegada local de la Checa (Comisión Extraordinaria), y era miembro del Comité Revolucionario de Unecha (conocido como RevKom). Cooperó con Nikolái Shchors en la organización de las guerrillas partisanas locales.
En otoño de 1918 se casó con Shchors, de cuya unión nación una hija llamada Valentina.
A finales de 1918 y principios de 1919 llevó a cabo la “limpieza” en las zonas abandonadas por los alemanes y ocupadas por los bolcheviques, en los alrededores de Unecha. También lideró los servicios de la Checa en las formaciones bajo el mando de Shchors.

A la muerte de Shchors el 30 de agosto de 1919, y la finalización de la Guerra Civil Rusa, cambió de destino, trabajando en el Comisariado del Pueblo de Educación, promoviendo la “moción de Shchors”. En la segunda mitad de 1930 participó activamente en su exaltación como héroe revolucionario siguiendo las directivas de Stalin. Desde ese momento vivirá bajo el apellido Rostova-Shchors.

## Enlaces
- Página de información de la Ciudad de Unecha. “Camarada” Jáykina. Унеча — міський інформаційний сайт. «Товариш» Хайкіна] (enlace roto disponible en Internet Archive; véase el historial, la primera versión y la última).

- Datos: Q4398449
- Multimedia: Fruma Rostova-Shchors / Q4398449